# Péter Kabát
Péter Kabát (né le 25 septembre 1977 à Budapest) est un joueur de football hongrois, qui évolue actuellement au poste d'attaquant ou de milieu offensif dans le club hongrois de l'Újpest FC.

## Biographie

### Club
Il est connu pour avoir fini meilleur buteur du championnat hongrois avec le Vasas Budapest lors de la saison 2000/01.
En 2002, il remporte le championnat de Bulgarie et la coupe avec le Levski Sofia. 
À l'étranger, il a également joué en Turquie notamment pour Göztepe et Denizlispor en 2001 et de 2002 à 2003, puis en Autriche entre 2003 et 2008 pour les clubs du FC Kärnten, de Pasching et de l'Austria Kärnten.

### Sélection
Kabát commence sa carrière internationale le 15 novembre 2000 avec l'équipe de Hongrie lors d'une victoire 1–0 contre la Macédoine.

## Palmarès
- Coupe de Hongrie : 2014
- Meilleur buteur du championnat de Hongrie (1) :
  - 2001